# Marsz pingwinów
Marsz pingwinów (fr. La marche de l'empereur) – francuski film dokumentalny z 2005 roku w reżyserii Luca Jacqueta. Przedstawia wędrówkę pingwinów cesarskich w Antarktyce.
Jesienią pingwiny w wieku rozrodczym wybierają się na wędrówkę w głąb lądu na tereny lęgowe. Po dotarciu na miejsce dochodzi do rytuałów godowych, wysiadywania jaj oraz pełnego niebezpieczeństw i wysiłku wychowywania przez parę rodziców młodych pingwinów.
Film był kręcony przez rok, blisko francuskiej bazy naukowej Dumont d’Urville na Wybrzeżu Adeli.

## Nagrody i sukces kasowy
Film Marsz pingwinów w 2005 roku zdobył Oscara za najlepszy pełnometrażowy film dokumentalny. Obraz odniósł sukces kasowy we Francji i poza jej granicami. Poza Francją obejrzało go w kinach 20 milionów widzów.
W 2017 roku swoją premierę miał sequel filmu - "Marsz pingwinów 2: Przygoda na krańcu świata" (fr. L'empereur).

## Wersja polska
Miejsce nagrania wersji polskiej: Master Film

Reżyseria: Waldemar Modestowicz

Narrator wersji polskiej: Marek Kondrat